# Rəşad Abdullayev
Rəşad Qəhrəman oğlu Abdullayev (ur. 1 października 1981 w Baku) – azerski piłkarz grający na pozycji pomocnika. Od 2013 roku występuje w Rəvan Baku, wcześniej reprezentował barwy m.in. Neftçi PFK i FK Qəbələ. W reprezentacji Azerbejdżanu zadebiutował w 2004 roku. W latach 2004–2006 rozegrał w niej dziesięć meczów.